# Лип'янка (річка)
Лип'я́нка (Мокра Лип'янка) — річка в Україні, в межах Карлівського та Машівського районів Полтавської області. Права притока Орелі (басейн Дніпра). 

## Опис
Довжина річки 43 км, площа басейну 425 км². Долина трапецієподібна, завширшки до 2,5 км, завглибшки до 50 м. Річище помірно звивисте, пересічна ширина 5—6 м. Заплава завширшки до 200 м. Похил річки 1,5 м/км. На значній частині річища створено ряд ставків, які використовують для рибництва. 

## Розташування
Мокра Лип'янка бере початок на схід від селища Іванівки. Тече спершу на південний захід і (частково) на захід, у середній та нижній течії — переважно на південь (частково на південний захід). Впадає до Орелі на південний захід від села Усть-Лип'янки. 
Основна притока: Суха Лип'янка (ліва). 
На берегах річки розташовані селище Іванівка і село Лип'янка Карлівського району та села Андріївка, Дмитрівка, Коновалівка, Михайлівка Машівського району. 